# Milla Sannoner
Camilla Sannoner (* 29. Juli 1938 in Pesaro; † 14. April 2003 in Mailand) war eine italienische Film- und Fernsehschauspielerin.

## Leben
In den frühen 1960er Jahren spielte Sannoner in einer Reihe von Kinofilmen mit, wie etwa in Il cambio della guardia, in welchem sie an der Seite von Fernandel und Gino Cervi zu sehen ist.
Ihre Karriere wurde auch durch Auftritte in Mini-Fernsehserien gefördert, wie z. B. Una tragedia americana aus dem Jahr 1962, eine Adaption eines Romans von Theodore Dreiser, und La freccia nera aus dem Jahr 1969, die auf einem Roman von Robert Louis Stevenson basiert. 1969 spielte sie in Io, Emmanuelle, dem Vorgängerfilm der französischen Emmanuelle-Filmreihe. 1976 trat sie als Lucy Mallory in der Mini-Fernsehserie Sandokan – Der Tiger von Malaysia neben Kabir Bedi, Carole André, Philippe Leroy und Andrea Giordana auf.
Sannoner war mit dem Drehbuchautor Giovanni Damiani verheiratet und wurde auf dem Mailänder Zentralfriedhof Cimitero Monumentale bestattet.

## Filmografie (Auswahl)
- 1962: La leggenda di Fra Diavolo
- 1962: Der Mann mit der Schärpew (Il cambio della guardia)
- 1962: Una tragedia americana (Mini-Fernsehserie)
- 1964: Keinen Cent für Ringos Kopf (Massacro al Grande Canyon)
- 1965: La Celestina p..r..
- 1966: 3 Kugeln für Ringo (Tre colpi di Winchester per Ringo)
- 1969: La freccia nera (Mini-Fernsehserie)
- 1969: Io, Emmanuelle
- 1969: Fließband ins Jenseits (Revenge)
- 1970: Le castagne sono buone
- 1976: Sandokan – Der Tiger von Malaysia (Sandokan) (Fernseh-Miniserie)
- 1981: Gib dem Affen Zucker (Innamorato pazzo)
- 1984: Spiegelei und Coca Cola (College)
- 1988: Mia moglie è una bestia